# Art of Life
Az Art of Life az X Japan japán heavymetal-együttes negyedik lemeze, melyet az Atlantic Records adott ki 1993. augusztus 25-én. A lemez egyetlen, 29 perces, szimfonikus zenekarral kísért szerzeményből áll, melyet Yoshiki komponált, a dalszöveg pedig teljesen angol nyelvű. A lemez első helyezett volt az Oricon slágerlistáján.
Ezen a lemezen játszott először velük az új basszusgitárosuk, Heath. Ekkor változtatta az együttes X Japanre a nevét, hogy ne keverjék össze őket az X nevű amerikai punkegyüttessel; amerikai debütálás reményében.

## Háttér
Azt hiszem, magamat is megpróbáltam meggyőzni arról, hogy nem kellene meghalnom. Muszáj tovább folytatnom. Szerintem nagyon pozitív üzenete ez [a dalnak]. Mert [akkoriban] hajlamos voltam az öngyilkosságra. [...] Sokszor egyszerűen gyűlöltem az életet. Ez volt az üzenet másoknak és magamnak is. Meggyőzni magam, hogy tovább kell élnem. Aztán írtam ezt a dalt.
1992-ben Taiji elhagyta az együttest és az X Japan New York-ban jelentette be, hogy az új basszusgitárosuk Heath lett. Ebben az időszakban vásárolta meg Yoshiki Los Angelesben a One on One Recording Studios stúdiót, melyet Extasy Recording Studios névre keresztelt. Az új album kiadásához az együttes az Atlantic Recordshoz szerződött amerikai debütálás reményében. 
Az Art of Life eredetileg a Jealousy album második lemezeként szerepelt volna, de a kiadást el kellett halasztani, így a Jealousy csak egy CD-vel jelent meg 1991-ben. Icsikava Tecusi zenekritikus szerint az Art of Life csúszása Yoshiki kíméletlen, maximalista munkamoráljának volt köszönhető, illetve egyéb, üzleti okok is szerepet játszottak benne.
A borítóhoz Yoshiki koponyájának röntgenfelvételét használták, melyet nehezen szereztek meg, mert a kórházak nem voltak hajlandóak elkészíteni a felvételt orvosi beutaló híján.
A szimfonikus kíséretet a Royal Philharmonic Orchestra játszotta fel, a dal felépítésében váltakoznak a gyorsabb és lassabb részek, és egy nyolcperces zongoraszóló is hallható. A dalszerzés körülbelül két hetet vett igénybe, a felvételek azonban két évig elhúzódtak. A dalszöveg és a tematika tekintetében Yoshiki a saját életéből merített, főképpen abból az időszakból, amikor apja halála után többször is öngyilkosságra gondolt.
1998-ban koncertfelvételként is kiadták Art of Life Live címmel, mely a 20. helyet érte el a slágerlistán. Több koncertfelvétel DVD-n is megjelent. 
2010 óta az együttes a koncerteket az Art of Life egy részletével fejezi be.

## Számlista
| #  | Cím         | Dalszöveg | Zene    | Hossz |
| -- | ----------- | --------- | ------- | ----- |
| 1. | Art of Life | Yoshiki   | Yoshiki | 29:00 |

## Közreműködők
X Japan
- vokál: Toshi
- gitár: Pata
- gitár: hide
- basszusgitár: Heath
- dobok, zongora, szintetizátor: Yoshiki

Közreműködő zenészek
- Zenekar: Royal Philharmonic Orchestra
- Karmester, zenekari hangszerelés: Dick Marx

További személyzet
- Producer: Yoshiki
- Társproducer: Cuda Naosi, X[13]
- Felvétel és keverés: Richard Breen
- Zenekari hangszerelés: Shelly Berg
- MIDI-programozás: Inada Kazuhiko

## Fordítás
Ez a szócikk részben vagy egészben  az   Art of Life című angol Wikipédia-szócikk fordításán alapul.  Az eredeti cikk szerkesztőit annak laptörténete sorolja fel. Ez a jelzés csupán a megfogalmazás eredetét és a szerzői jogokat jelzi, nem szolgál a cikkben szereplő információk forrásmegjelöléseként.